# Hedvika Šlesvicko-Holštýnsko-Gottorpská
Hedvika Šlesvicko-Holštýnsko-Gottorpská (plným jménem německy Prinzessin Hedwig Elisabeth Charlotta von Schleswig-Holstein-Gottorf, švédsky Hedvig Elisabet Charlotta; 22. března 1759, Eutin – 20. června 1818, Stockholm) byla jako manželka švédského krále Karla XIII. švédskou královnou v letech 1809–1818.

## Biografie

### Původ, mládí
Narodila se jako poslední ze tří dětí lübeckého biskupa a oldenburského vévody Fridricha Augusta I. a jeho manželky Ulriky Frederiky Hesensko-Kaselské.
Její rodiště Eutin, kde v klidu prožila první roky svého života, se nacházelo ve vévodství Holsten-Gottorp, jež bylo územně natolik zredukované, že ztratilo téměř jakýkoli význam. Byla však neteří švédského krále Adolfa I. Frederika a jako taková sestřenice Gustava III. i svého manžela Karla XIII.

### Manželství a potomci
V patnácti letech, 7. června roku 1774 se ve Stockholmu provdala za švédského prince Karla, vévodu ze Södermanlandu, mladšího bratra švédského krále Gustava III., který se po palácovém převratu v roce 1809 stal švédským králem. Dojednání tohoto dynastického spojení bylo v králově režii, manželství bylo tedy uzavřeno bez nadšení na obou stranách a oba manželé v něm byli nešťastní. Karel nenáležel k nejvěrnějším manželům – vedle dalších krátkých avantýr jeho poměr s hraběnkou Augustou Löwenhjelm trval řadu let a narodil se z něj syn Carl Axel Löwenhielm (1772–1861). Ani Hedvika se neodříkala mimomanželských potěšení – hovořilo se o jejím románku s hrabětem Axelem von Fersenem, který byl pravděpodobně i milencem francouzské královny Marie Antoinetty.
Z jejich manželství se narodily dvě děti, obě však zemřely jako novorozeňata:
- 1. Luisa Hedvika (*/† 2. 7. 1797)[1]
- 2. Karel Adolf (4. 7. 1798 – 10. 7. 1798)[2]

Královna Hedvika na portrétu z roku 1809.

Hedvika měla na dvoře Gustava III. dobrou pozici. Byla ženou rozhodnou a komunikativní a byla svým způsobem prostředníkem v rozepřích uvnitř královské rodiny. Udržovala jediné a pevné přátelství s hraběnkou Žofií von Fersen.
Její vliv v královské rodině se zvětšil za panování Gustava IV. Adolfa. Po revoluci 13. března roku 1809, která Gustava Adolfa svrhla, se Hedvika zařadila mezi podporovatele jeho syna Gustava a napřela všechny síly k tomu, aby se stal dědicem trůnu pod poručnictvím vévody Karla ze Södermanlandu, jejího manžela. Její plány však se zhatily, neboť kromě toho, že byl Gustav Adolf IV. svržen z trůnu, odhlasoval Riksdag i vyloučení jeho potomků z následnictví. Novým králem byl zvolen vévoda Karel a Hedvika se stala královnou. Korunovace se uskutečnila 29. června roku 1809 korunována v stockholmské katedrále sv. Mikuláše. O pět let později, v roce 1814, když bylo Dánsko rozhodnutím Vídeňského kongresu sankcionováno za podporu Napoleonovi odtržením Norska a země byla přičleněna do unie se Švédskem, přidala ke svému titulu švédské královny i titul královny Norska. Korunovace ve Norsku se však již neuskutečnila pro špatný zdravotní stav jejího manžela, který zemřel 5. února roku 1818. Královna sama zemřela nedlouho po něm, 20. června téhož roku. Byla pochována po boku svého manžela a dětí v kostele Riddarholmen ve Stockholmu.

### Nová dynastie
Problémem ovšem byla otázka Karlova nástupce na trůn, neboť Karel neměl dědice a následníka. Zatímco Hedvika podporovala variantu, aby na trůnu setrvala rodina Holstein-Gottorp, její manžel byl jiného názoru, především však parlament striktně zamítl návrat rodiny Gustava IV. Adolfa na trůn a dal přednost následníkovi adoptivnímu. Karel XIII. tedy adoptoval hned v roce 1809 Kristiána Augusta von Schleswig-Holstein-Sonderburg-Augustenburg (1768–1810), který však po roce (28. května roku 1810) zemřel; poté Karel adoptoval napoleonského generála Jeana-Baptista Bernadotteho, který se stal následníkem a po Karlově smrti jako Karel XIV. Jan švédským králem, založiv tak novou dynastii, jež panuje ve Švédsku dodnes.

### Odkaz
Pozornosti zasluhují publikované královniny deníky, které psala po celou dobu svého pobytu ve Švédsku, popisujíc v nich život na královském dvoře. Jsou cenným pramenem poznání soudobé politické situace a společenských poměrů ve Švédsku.
Dochovala se rovněž korespondence s Žofií von Fersen (od roku 1800), jež stejně jako její deník vypovídají o intrikách na švédském dvoře v této době.

## Vývod z předků
|                                         |                                              |  |                              |                                             |  |  |  |  |  |  |  | Fridrich III. Holštýnsko-Gottorpský |
|                                         |                                              |  |                              |                                             |  |  |  |  |  |  |  |                                     |
|                                         | Kristián Albrecht Holštýnsko-Gottorpský      |  |                              |                                             |  |  |  |  |  |  |  |                                     |
|                                         |                                              |  |                              |                                             |  |  |  |  |  |  |  |                                     |
|                                         |                                              |  |                              | Marie Alžběta Saská                         |  |  |  |  |  |  |  |                                     |
|                                         |                                              |  |                              |                                             |  |  |  |  |  |  |  |                                     |
|                                         | Kristián August Holštýnsko-Gottorpský        |  |                              |                                             |  |  |  |  |  |  |  |                                     |
|                                         |                                              |  |                              |                                             |  |  |  |  |  |  |  |                                     |
|                                         |                                              |  |                              | Frederik III. Dánský                        |  |  |  |  |  |  |  |                                     |
|                                         |                                              |  |                              |                                             |  |  |  |  |  |  |  |                                     |
|                                         | Frederika Amálie Dánská                      |  |                              |                                             |  |  |  |  |  |  |  |                                     |
|                                         |                                              |  |                              |                                             |  |  |  |  |  |  |  |                                     |
|                                         |                                              |  |                              | Žofie Amálie Brunšvická                     |  |  |  |  |  |  |  |                                     |
|                                         |                                              |  |                              |                                             |  |  |  |  |  |  |  |                                     |
|                                         | Fridrich August I. Oldenburský               |  |                              |                                             |  |  |  |  |  |  |  |                                     |
|                                         |                                              |  |                              |                                             |  |  |  |  |  |  |  |                                     |
|                                         |                                              |  |                              | Fridrich VI. Bádensko-Durlašský             |  |  |  |  |  |  |  |                                     |
|                                         |                                              |  |                              |                                             |  |  |  |  |  |  |  |                                     |
|                                         | Fridrich VII. Bádensko-Durlašský             |  |                              |                                             |  |  |  |  |  |  |  |                                     |
|                                         |                                              |  |                              |                                             |  |  |  |  |  |  |  |                                     |
|                                         |                                              |  |                              | Kristýna Magdalena Falcká                   |  |  |  |  |  |  |  |                                     |
|                                         |                                              |  |                              |                                             |  |  |  |  |  |  |  |                                     |
|                                         | Albertina Frederika Bádensko-Durlašská       |  |                              |                                             |  |  |  |  |  |  |  |                                     |
|                                         |                                              |  |                              |                                             |  |  |  |  |  |  |  |                                     |
|                                         |                                              |  |                              | Fridrich III. Holštýnsko-Gottorpský         |  |  |  |  |  |  |  |                                     |
|                                         |                                              |  |                              |                                             |  |  |  |  |  |  |  |                                     |
|                                         | Augusta Marie Holštýnsko-Gottorpská          |  |                              |                                             |  |  |  |  |  |  |  |                                     |
|                                         |                                              |  |                              |                                             |  |  |  |  |  |  |  |                                     |
|                                         |                                              |  |                              | Marie Alžběta Saská                         |  |  |  |  |  |  |  |                                     |
|                                         |                                              |  |                              |                                             |  |  |  |  |  |  |  |                                     |
| Hedvika Šlesvicko-Holštýnsko-Gottorpská |                                              |  |                              |                                             |  |  |  |  |  |  |  |                                     |
|                                         |                                              |  |                              |                                             |  |  |  |  |  |  |  |                                     |
|                                         |                                              |  | Vilém VI. Hesensko-Kasselský |                                             |  |  |  |  |  |  |  |                                     |
|                                         |                                              |  |                              |                                             |  |  |  |  |  |  |  |                                     |
|                                         | Karel I. Hesensko-Kasselský                  |  |                              |                                             |  |  |  |  |  |  |  |                                     |
|                                         |                                              |  |                              |                                             |  |  |  |  |  |  |  |                                     |
|                                         |                                              |  |                              | Hedvika Žofie Braniborská                   |  |  |  |  |  |  |  |                                     |
|                                         |                                              |  |                              |                                             |  |  |  |  |  |  |  |                                     |
|                                         | Maxmilián Hesensko-Kasselský                 |  |                              |                                             |  |  |  |  |  |  |  |                                     |
|                                         |                                              |  |                              |                                             |  |  |  |  |  |  |  |                                     |
|                                         |                                              |  |                              | Jakub Kettler                               |  |  |  |  |  |  |  |                                     |
|                                         |                                              |  |                              |                                             |  |  |  |  |  |  |  |                                     |
|                                         | Marie Amálie Kuronská                        |  |                              |                                             |  |  |  |  |  |  |  |                                     |
|                                         |                                              |  |                              |                                             |  |  |  |  |  |  |  |                                     |
|                                         |                                              |  |                              | Luisa Šarlota Braniborská                   |  |  |  |  |  |  |  |                                     |
|                                         |                                              |  |                              |                                             |  |  |  |  |  |  |  |                                     |
|                                         | Ulrika Frederika Vilemína Hesensko-Kasselská |  |                              |                                             |  |  |  |  |  |  |  |                                     |
|                                         |                                              |  |                              |                                             |  |  |  |  |  |  |  |                                     |
|                                         |                                              |  |                              | Ludvík VI. Hesensko-Darmstadtský            |  |  |  |  |  |  |  |                                     |
|                                         |                                              |  |                              |                                             |  |  |  |  |  |  |  |                                     |
|                                         | Arnošt Ludvík Hesensko-Darmstadtský          |  |                              |                                             |  |  |  |  |  |  |  |                                     |
|                                         |                                              |  |                              |                                             |  |  |  |  |  |  |  |                                     |
|                                         |                                              |  |                              | Alžběta Dorotea Sasko-Gothajsko-Altenburská |  |  |  |  |  |  |  |                                     |
|                                         |                                              |  |                              |                                             |  |  |  |  |  |  |  |                                     |
|                                         | Frederika Šarlota Hesensko-Darmstadtská      |  |                              |                                             |  |  |  |  |  |  |  |                                     |
|                                         |                                              |  |                              |                                             |  |  |  |  |  |  |  |                                     |
|                                         |                                              |  |                              | Albrecht II. Braniborsko-Ansbašský          |  |  |  |  |  |  |  |                                     |
|                                         |                                              |  |                              |                                             |  |  |  |  |  |  |  |                                     |
|                                         | Dorotea Šarlota Braniborsko-Ansbašská        |  |                              |                                             |  |  |  |  |  |  |  |                                     |
|                                         |                                              |  |                              |                                             |  |  |  |  |  |  |  |                                     |
|                                         |                                              |  |                              | Žofie Markéta Oettingensko-Oettingenská     |  |  |  |  |  |  |  |                                     |
|                                         |                                              |  |                              |                                             |  |  |  |  |  |  |  |                                     |